# سيسيل سميث (لاعب كرة قدم بريطاني)
سيسيل سميث (بالإنجليزية: Cecil Smith)‏ هو لاعب كرة قدم بريطاني (وحمل سابقاً جنسية المملكة المتحدة لبريطانيا العظمى وأيرلندا) في مركز الهجوم، ولد في 30 أكتوبر 1904 في مارشويل في المملكة المتحدة، وتوفي في 1977. لعب مع كارديف سيتي وماكليسفيلد تاون ونادي بانغور سيتي ونادي بيرنلي ونادي ريكسهام ونادي ريل ونادي ستاليبريدج سيلتيك ونوتس كاونتي ونادي أوزورتي تاون ‏ وWigan Borough F.C. ‏ وولشبول تاون ‏.